# Alberta Ampomah
Alberta Boatema Ampomah (* 3. November 1994 in Accra) ist eine ghanaische Gewichtheberin.

## Werdegang
Ampomah begann 2009 in ihrer Geburtsstadt mit dem Gewichtheben. International trat die 168 Zentimeter große Ampomah erstmals bei der Junioren-Afrikameisterschaft 2010 im ägyptischen Kairo auf, wo sie im Reißen, Stoßen sowie im Zweikampf bei drei Teilnehmerinnen in der Gewichtsklasse bis 75 Kilogramm die Bronzemedaille gewinnen konnte. Bei den wenige Monate danach im indischen Delhi stattfindenden Commonwealth Games wurde die Ghanaerin in beiden Teildisziplinen trotz deutlicher Steigerung ihrer persönlichen Bestleistungen Letzte unter zwölf Teilnehmerinnen. Bei der Afrikameisterschaft 2012 in der kenianischen Hauptstadt Nairobi erreichte die Gewichtheberin mit der Bronzemedaille im Stoßen den vierten Gesamtrang und konnte sich damit nicht direkt für die Olympischen Spiele qualifizieren.
Im Juni 2012 qualifizierte sich die Athletin dennoch über einen Quotenplatz der International Weightlifting Federation für die Olympischen Sommerspiele 2012 in der Gewichtsklasse über 75 Kilogramm; beim Wettkampf am 5. August in der britischen Hauptstadt London belegte Ampomah als leichteste Teilnehmerin – erstmals in dieser Klasse antretend – den 13. Rang unter 14 Starterinnen, da die Nigerianerin Mariam Usman keinen gültigen Versuch im Stoßen zu Stande brachte. Bei den im schottischen Glasgow stattfindenden Commonwealth Games im Juli 2014 belegte Ampomah in der höchsten Gewichtsklasse unter 14 Teilnehmerinnen den zwölften Rang.
| Zeitraum | Wettkampf                    | Gewichtsklasse | Kampfgewicht | Reißen             | Stoßen              | Zweikampf |
| -------- | ---------------------------- | -------------- | ------------ | ------------------ | ------------------- | --------- |
| 2010     | Junioren-Afrikameisterschaft | 69 – 75 kg     | 71,30 kg     | 60 – 62 – 66 (3.)  | 77 – 81 – 86 (3.)   | 147 (3.)  |
| 2010     | Commonwealth Games           | 69 – 75 kg     | 72,25 kg     | 65 – 67 – 70 (12.) | 90 – 95 – 97 (12.)  | 165 (12.) |
| 2012     | Afrikameisterschaft          | 69 – 75 kg     | 74,00 kg     | 70 – 73 – 75 (4.)  | 95 – 95 – 100 (3.)  | 173 (4.)  |
| 2012     | Olympische Spiele            | über 75 kg     | 78,53 kg     | 70 – 70 – 73 (14.) | 97 – 97 – 101 (12.) | 174 (13.) |
| 2014     | Commonwealth Games           | über 75 kg     | 77 kg        | 68 – 71 – 74 (12.) | 94 – 98 – 101 (12.) | 175 (12.) |

Ampomah trainiert im Azumah Nelson Sports Complex unter der Leitung von Nationaltrainer Majeti Fetrie. Sie spricht englisch und französisch.